# ماسیمو پوپولتسیو
ماسیمو پوپولتسیو (ایتالیایی: Massimo Popolizio؛ زادهٔ ۴ ژوئیهٔ ۱۹۶۱) بازیگر، صداپیشه اهل ایتالیا است. وی از سال ۱۹۸۳ میلادی تاکنون مشغول فعالیت بوده‌است.
از فیلم‌ها یا برنامه‌های تلویزیونی که وی در آن نقش داشته‌است، می‌توان به ایل دیوو، برادرم تنها فرزند است، خویشاوندی‌های اختیاری، زیبایی بزرگ، و لئوپاردی اشاره کرد.